# Bactrocera atrifemur
Bactrocera atrifemur
 es una especie de díptero que Drew y Hancock describieron por primera vez en 1994. Bactrocera atrifemur pertenece al género Bactrocera de la familia Tephritidae.